# Kanstancin Kal'coŭ
Kanstancin Jaŭhenavič Kal'coŭ, spesso traslitterato in tedesco come Kanstanzin Kalzou e in inglese, mutuando dal russo, come Konstantin Koltsov (in bielorusso Канстанцін Яўгенавіч Кальцоў?; in russo Константин Евгеньевич Кольцов?, Konstantin Evgen'evič Kol'cov; Minsk, 17 aprile 1981 – Miami, 18 marzo 2024), è stato un hockeista su ghiaccio e allenatore di hockey su ghiaccio bielorusso.

## Carriera

### Giocatore

#### Club
Dopo le giovanili con la maglia dello Junost Minsk, Kal'coŭ esordì giovanissimo nel massimo campionato russo con la maglia del Severstal' Čerepovec, nella stagione 1997-1998, con cui giocò anche la stagione successiva (pur giocando anche alcuni incontri con lo Junost).
Vestì poi per una stagione i colori del Metallurg Novokuzneck e per due quelli dell'Ak Bars Kazan', prima di trasferirsi in Nord America: già nel 1999 venne scelto al draft NHL dai Pittsburgh Penguins, che nel 2002 lo misero poi sotto contratto.
Nella prima stagione raccolse solo due presenze, giocando perlopiù con la squadra satellite dei Wilkes-Barre/Scranton Penguins in American Hockey League, mentre nella seconda fu titolare, tornando ai Wilkes-Barre/Scranton Penguins per i play-off.
Nella stagione 2004-2005, saltata a causa del lock-out, giocò parte della stagione con la Dinamo Minsk e parte con lo Spartak Mosca. Nella stagione successiva tornò a Pittsburgh. Chiuse la sua esperienza in NHL con 144 presenze.
Dal 2006 in poi fece ritorno in Russia. Dal 2006 al 2012 giocò con il Salavat Julaev Ufa (le prime due stagioni in Superliga, le successive nella neonata Kontinental Hockey League), vincendo la Superliga nel 2007-2008 e la Coppa Gagarin nella stagione 2010-2011. Dal 2012 al dicembre 2014 giocò per due stagioni e mezzo con l'Atlant Mytišči, chiudendo la stagione 2014-2015 con il ritorno all'Ak Bars Kazan'. Giocò la stagione 2015-2016 con la Dinamo Minsk, prima di annunciare il ritiro, nel novembre del 2016.

#### Nazionale
Con la nazionale bielorussa prese parte a nove edizioni dei campionati del mondo di hockey su ghiaccio (aggiungendo anche un'edizione dei mondiali di Prima Divisione) e ai giochi olimpici invernali di Salt Lake City 2002 e Vancouver 2010.

### Allenatore
Dopo il ritiro fu assistente allenatore della stessa Dinamo Minsk (tra l'estate del 2017 e il novembre del 2018), primo allenatore della Dinamo-Maladzečna (stagione 2020-2021), assistente allenatore dello Spartak Mosca (2021-2022) e assistente allenatore del Salavat Julaev Ufa (dal 2022 alla morte). Nella stagione 2023-2024 fu anche nominato allenatore della nazionale bielorussa.

## Vita privata
Ebbe tre figli dalla moglie Julija Milahilova, da cui divorziò nel 2020. Dal giugno 2021 fu sentimentalmente legato alla tennista Aryna Sabalenka, fino a poco prima della morte.

### Morte
Kal'coŭ morì il 18 marzo 2024 a Miami dove pare si trovasse per seguire l'ex compagna impegnata ai Miami Open. A darne l'annuncio sui propri social media, senza specificare la causa del decesso, furono la Federazione di hockey su ghiaccio della Bielorussia e la sua squadra, il Salavat Julaev Ufa. Alcuni giorni dopo, la polizia di Miami-Dade annunciò che l'atleta fosse caduto dal balcone dell'hotel dove soggiornava e che l'ipotesi su cui si stavano concentrando le indagini fosse quella del suicidio.

## Palmarès
- Russian Super League: 1

Salavat Julaev Ufa: 2007-2008
- Coppa Gagarin: 1

Salavat Julaev Ufa: 2010-2011